# I Cumbre de la Comunidad de Estados Latinoamericanos y Caribeños y la Unión Europea

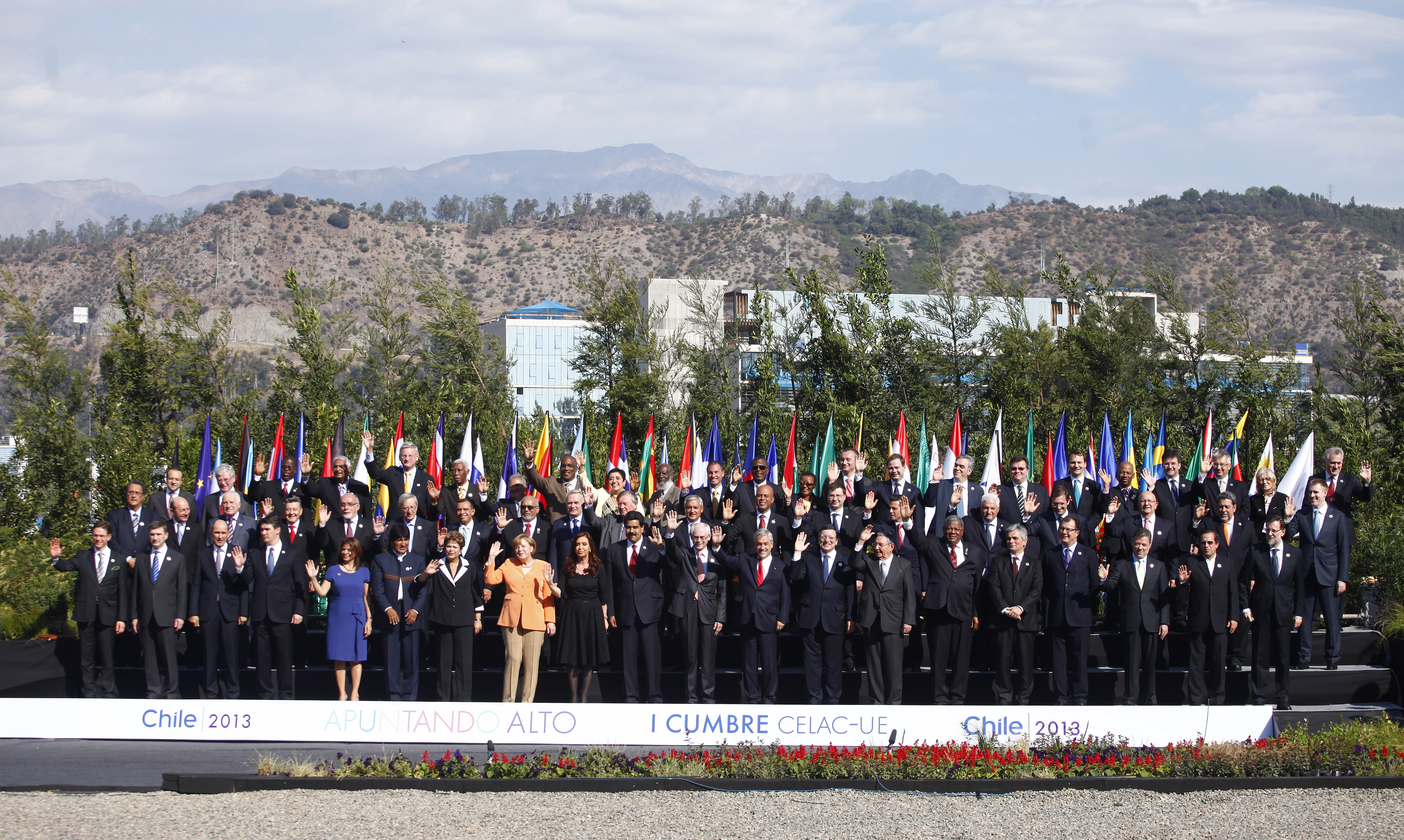
Foto oficial de la cumbre.

La I Cumbre de la Comunidad de Estados Latinoamericanos y Caribeños y la Unión Europea, también conocida como Cumbre Celac-UE, se celebró en la ciudad de Santiago, Chile, los días 26 y 27 de enero de 2013. En ella participaron 43 jefes de Estado y de Gobierno pertenecientes a naciones miembros de la Unión Europea y de la Comunidad de Estados Latinoamericanos y Caribeños. Tras su celebración, se realizó inmediatamente la  I Cumbre de la Comunidad de Estados Latinoamericanos y Caribeños los días 27 y 28 de enero.

## Antecedentes
La Cumbre Celac-UE fue establecida en el año 2010 como sucesora de las Cumbres de Río y de la Cumbre de la Celac. Por lo tanto, si bien es la primera cumbre que reúne a los países de la UE y la Celac, es la segunda organizada por el organismo regional latinoamericano, y la séptima dentro de la serie de reuniones del tema.
Esta reunión se basa en una asociación estratégica birregional basada en la Declaración y el Plan de Acción adoptados en la Primera Cumbre que se llevó a cabo en Río de Janeiro en junio de 1999.
Esta reunión evalúa los avances registrados en la materia de cohesión económica, combate a la pobreza, equidad y justicia social en América Latina y Europa entre distintos puntos que varían dependiendo de la región donde es sede.
En enero de 2012 fue asignada la capital de Chile debido a que este país ejerció la presidencia pro tempore de la Celac al tiempo de celebrarse tal evento.
En su discurso, el presidente Sebastián Piñera hizo alusión al presidente Hugo Chávez, quien se ausentó en la cumbre por encontrarse internado en Cuba desde diciembre de 2012. El mandatario chileno remarcó la importancia que tuvo Chávez en el surgimiento de esta comunidad.

## Lugares de encuentro
- Espacio Riesco
- Palacio de La Moneda
- Santiago Paperchase Club

## Países participantes

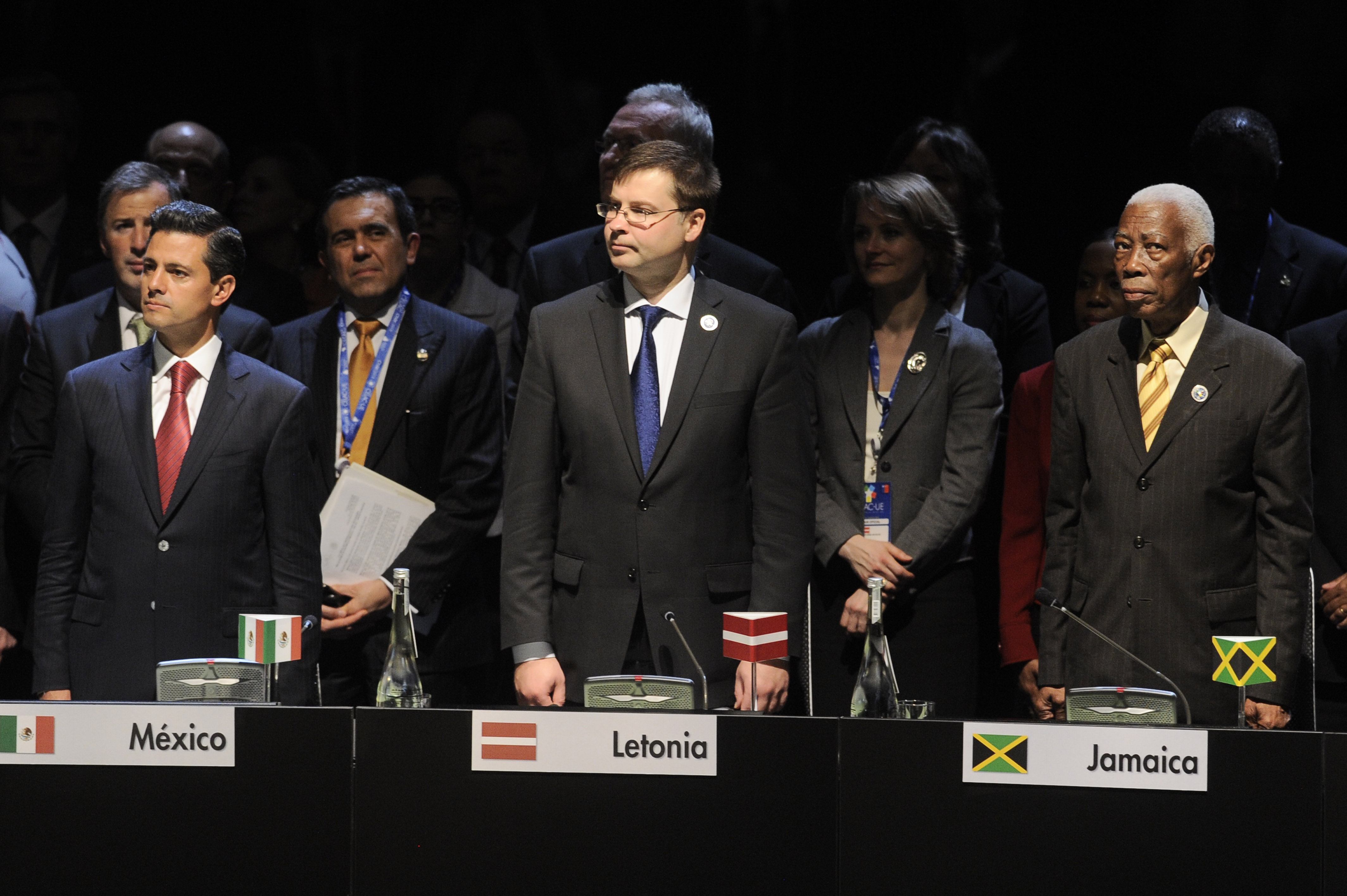
Enrique Peña Nieto, presidente de México, Valdis Dombrovskis, primer ministro de Letonia y Arnold Joseph Nicholson, senador y canciller de Jamaica.

### Unión Europea
| - Alemania - Austria - Bélgica - Bulgaria - Chipre - Dinamarca - Eslovaquia - Eslovenia - España | - Estonia - Finlandia - Francia - Grecia - Hungría - Irlanda - Italia - Letonia - Lituania | - Luxemburgo - Malta - Países Bajos - Polonia - Portugal - Reino Unido - República Checa - Rumania - Suecia |

### Comunidad de Estados Latinoamericanos y Caribeños
| - Antigua y Barbuda - Argentina - Bahamas - Barbados - Belice - Bolivia - Brasil · Abandonó el día 27 de enero por motivo del incendio de la discoteca Kiss - Chile - Colombia - Costa Rica - Cuba | - Dominica - Ecuador - El Salvador - Guatemala - Granada - Guyana - Haití - Honduras - Jamaica - México - Nicaragua | - Panamá - Paraguay - Perú - República Dominicana - San Cristóbal y Nieves - Santa Lucía - San Vicente y las Granadinas - Surinam - Trinidad y Tobago - Uruguay - Venezuela |

### Países invitados
- Croacia, que se convirtió en miembro de la UE el 1 de julio de 2013.
- Serbia[4]

## Eventos anexos

### Cumbre Empresarial
Será la reunión de empresarios de los países participantes en la cumbre. Será organizada por la Confederación de la Producción y el Comercio y en ella participarán más de 800 líderes empresariales y políticos, donde discutirán temas relativos a los intercambios económicos entre los estados y la profundización de estas relaciones. Esta reunión se celebrará en el Hotel W de la capital chilena.
Los temas a tratar en esta Cumbre Empresarial serán los siguientes:
- 25 de enero: Inversiones en medio ambiente y desarrollo sustentable.
- 26 de enero: 
  - Inversiones para el desarrollo de la pequeña y mediana empresa.
  - Inversiones para el desarrollo del capital humano.

En tanto, el día 27 se entregará un informe con las conclusiones de la cumbre empresarial a los líderes reunidos en la Cumbre Celac-UE.

### Cumbre de los Pueblos
Esta será una reunión de diversas personalidades y organizaciones que se reunirán en la Facultad de Arquitectura de la Universidad de Chile durante los días de la Cumbre Celac-UE, para discutir las problemáticas sociales que incumben a los países y sociedades involucradas, entre ellas los temas de salud, educación, trabajo y medio ambiente.
Según los organizadores de esta cumbre social, el objetivo a cumplir es el de visibilizar aquellos temas que parecieran estar olvidados en las cumbres económicas o políticas, y que tienen directa relación con ellos, incorporando temas como el factor humano y la sociedad civil.

### Otras cumbres paralelas a la Celac-UE
- VI Asamblea EUROLAT: Asamblea que reúne a legisladores de los diversos países participantes en la cumbre Celac-UE. Se celebrará en el Salón Plenario de la Cámara de Diputados del ex Congreso Nacional en Santiago.[8]
- Cumbre Académica Celac-UE: Reunión de académicos, investigadores y centros de estudios que tiene por objeto intercambiar experiencias y dar un impulso renovador a la cooperación universitaria, científica y tecnológica. Se celebra en la Casa Central de la Universidad Central de Chile.[9]
- VI Foro Eurolatinoamericano de Sociedad Civil.